# Callidora atrognatha
Callidora atrognatha är en stekelart som beskrevs av Tigner 1969. Callidora atrognatha ingår i släktet Callidora och familjen brokparasitsteklar. Inga underarter finns listade.